# Эффингхем (округ, Джорджия)
Э́ффингхем (англ. Effingham County) — округ штата Джорджия, США. Население округа на 2010 год составляло 52 250 человек. Административный центр округа — город Спрингфилд.

## История
Округ Эффингхем основан в 1777 году.

## География
Округ занимает площадь 483 квадратных миль (1243,2 км2), из которых 478 квадратных миль (1240 км2) земли и 5,2 квадратных миль (13 км 2) является вода (1,1 %).

## Демография
Согласно Бюро переписи населения США, в округе Эффингхем в 2010 году проживало 52 250 человек. Плотность населения составляла 30,2 человек на квадратный километр.